# Estreito
Em geografia, um estreito é um relevo oceânico conectando dois mares. A água da superfície geralmente flui na mesma elevação em ambos os lados e através do estreito em qualquer direção. Mais comumente, é um estreito canal oceânico que fica entre duas massas de terra. Alguns estreitos não são navegáveis, por exemplo, porque são muito estreitos ou muito rasos, ou por causa de um recife ou arquipélago inavegável. Estreitos também são conhecidos por serem locais de acumulação de sedimentos.

## Comparações
Os estreitos são o inverso dos istmos. Ou seja, enquanto um estreito fica entre duas massas de terra e conecta duas grandes áreas de oceano, um istmo fica entre duas áreas de oceano e conecta duas grandes massas de terra.
Alguns estreitos têm o potencial de gerar energia significativa das marés usando turbinas de corrente de maré. As marés são mais previsíveis do que a energia das ondas ou do vento. O Pentland Firth (um estreito) pode ser capaz de gerar 10 GW. O Estreito de Cook na Nova Zelândia pode ser capaz de gerar 5,6 GW  embora a energia total disponível no fluxo seja de 15 GW.

## Regime (legal)
Os estreitos utilizados para a navegação internacional pelo mar territorial entre uma parte do alto mar ou zona económica exclusiva e outra parte do alto mar ou zona económica exclusiva estão sujeitos ao regime jurídico da passagem em trânsito (Estreito de Gibraltar, Estreito de Dover, Estreito de Ormuz). O regime de passagem inocente aplica-se aos estreitos utilizados para a navegação internacional (1) que ligam uma parte do alto mar ou uma zona económica exclusiva ao mar territorial de uma nação costeira (Estreito de Tiran, Estreito de Juan de Fuca, Estreito de Baltiysk) e (2) em estreitos formados por uma ilha de um estado que faz fronteira com o estreito e seu continente, se existir ao longo da ilha uma rota através do alto mar ou através de uma zona econômica exclusiva de conveniência semelhante com relação às características hidrográficas e de navegação (Estreito de Messina, Pentland Firth). Pode não haver suspensão da passagem inocente por tais estreitos.

## Galeria

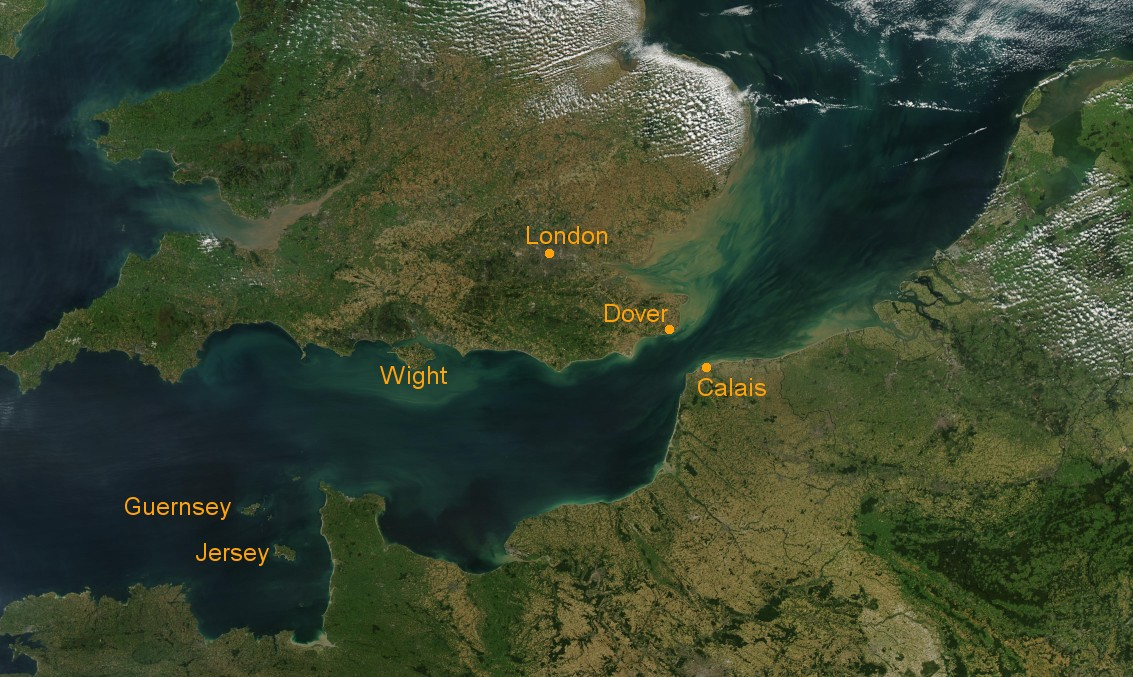
Canal da Mancha Estreito de Dover
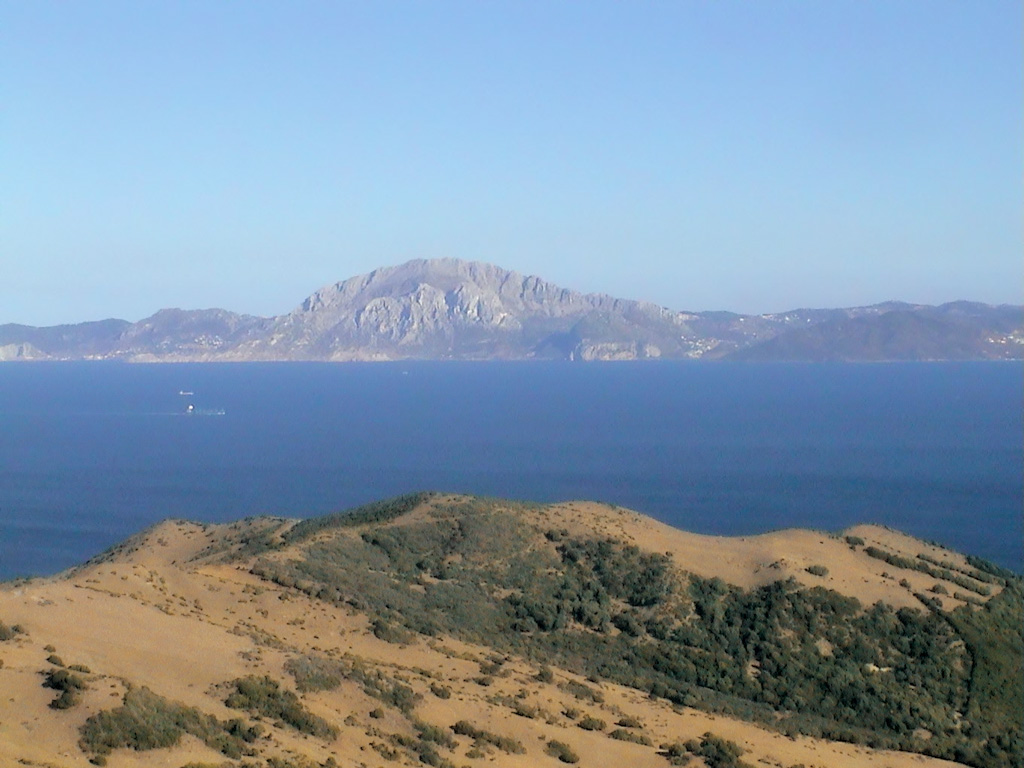
Estreito de Gibraltar
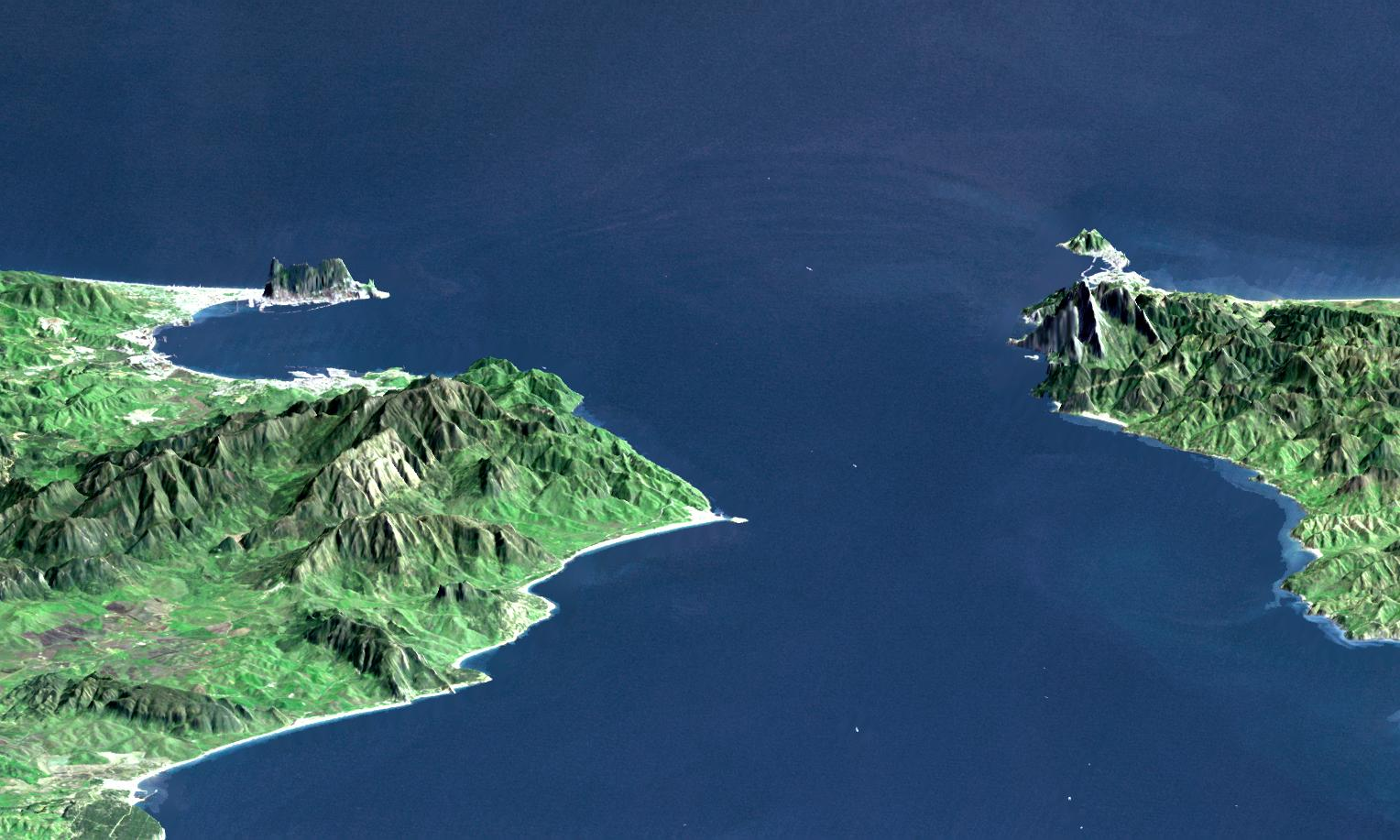
Estreito de Gibraltar

## Exemplos de estreitos mais conhecidos
- Estreito de Bass
- Estreito de Bering
- Bósforo
- Estreito de Cook
- Dardanelos
- Estreito de Dover
- Estreito da Flórida
- Estreito de Gibraltar
- Estreito de Querche
- Categate
- Estreito de Magalhães
- Estreito de Messina
- Canal de Moçambique
- Öresund
- Estreito de Ormuz
- Estreito de Palk
- Escagerraque
- Estreito de Sunda
- Estreito de Taiwan
- Estreito de Torres